# Paralimnophila (Paralimnophila) indecora
Paralimnophila (Paralimnophila) indecora is een tweevleugelige uit de familie steltmuggen (Limoniidae). De soort komt voor in het Australaziatisch gebied.